# Szivarfa
A szivarfa (Catalpa) az ajakosvirágúak (Lamiales) rendjébe, ezen belül a szivarfafélék (Bignoniaceae) családjába tartozó nemzetség nyolc (kilenc) fajjal.

## Rendszertani felosztás
Fajait két fajsorba osztják:
1.  Catalpa (Catalpa) fajsor, Észak-Amerikában és Kelet-Ázsiában
- szívlevelű szivarfa (Catalpa bignonioides)
- hosszú termésű szivarfa (Catalpa bungei)
- szecsuáni szivarfa (Catalpa fargesii) — egyes rendszertanászok szerint a C. bungei szinonímája
- karéjos levelű szivarfa (Catalpa ovata)
- pompás szivarfa (Catalpa speciosa)

x hibrid szivarfa (Catalpa x erubescens)
2. Macrocatalpa (Catalpa) fajsor, a Karib-térségben
- Catalpa brevipes
- Catalpa longissima
- Catalpa macrocarpa
- Catalpa purpurea